# Гіоб Лудольф
Гіоб (Іоб) Лудольф (нім. Hiob Ludolf; 15 червня 1624, Ерфурт — 8 квітня 1704, Франкфурт-на-Майні) — німецький сходознавець і африканіст, один з основоположників цих дисциплін.

## Життєпис
Гіоб Лудольф був поліглотом і ерудитом, вивчив 25 мов. Це фігура, характерна для раннього Нового часу. Автор першої в Європі граматики основної мови Ефіопії — амхарської мови (лат. Grammatica amharicae linguae quae vernacula est Habessiorum et Lexicon amharico-latinum; Francfort, 1698) і словника цієї мови (лат. Lexicon aethiopico-latinum, 1699). Заняття Лудольфа амхарською мовою почалися у 1649 р. (він спілкувався з ефіопськими ченцями, що відвідували Європу), а його перша велика праця про Ефіопію вийшла у 1681 р. (лат. Historia Aethiopica).
Племінником Гіоба Лудольфа був автор першої граматики російської мови Генріх Вільгельм Лудольф.

## Доробок
- Lexicon Aethiopico-Latinum (ein Wörterbuch der klassischen altäthiopischen Sprache), 1. Aufl. London 1661 (Roycroft), hg. Johann Michael Wansleben, 2. Aufl. Frankfurt am Main 1699 (Zunner)(нім.)
- Lexicon Amharico-Latinum (das erste Wörterbuch des Amharischen), Zunner, Frankfurt am Main 1698(нім.)
- Historia Aethiopica, o.V., Frankfurt a.M. 1681(нім.)